# Blood on Ice (singel)
Blood on Ice – jest singlem promującym płytę Blood on Ice szwedzkiego zespołu Bathory. Wydany w 1996 roku.

## Lista utworów
1. "The Sword – 04:06
2. "The Lake – 06:40
3. "The Woodwoman – 06:15

## Twórcy
- Ace "Quorthon Seth" Thomas Forsberg – śpiew, gitara, gitara basowa, perkusja